# كينيث مور (لاعب كرة قدم أمريكية)
كينيث مور (بالإنجليزية: Kenneth Moore)‏ هو لاعب كرة قدم أمريكية أمريكي، ولد في 19 فبراير 1985.

## وصلات خارجية
- كينيث مور على موقع مرجع كرة القدم المحترفة.كوم (الإنجليزية)
- كينيث مور على موقع JustSportsStats.com (الإنجليزية)